# Europastraße 69
Die Europastraße 69 (kurz: E 69) ist eine Europastraße zwischen Olderfjord und dem Nordkap im Norden Norwegens. Die Straße ist 129 km lang und beinhaltet fünf Tunnel mit einer Gesamtlänge von 15,5 km. Der längste Tunnel ist der Nordkaptunnel mit 6,9 km Länge.
Der nördlichste Teil der Straße zwischen Skarsvåg und dem Nordkap ist im Winter nur eingeschränkt per Kolonnekjøring befahrbar.
Die E 69 ist die nördlichste Straße der Welt mit Anschluss an ein internationales Straßennetz. Sie schließt bei Olderfjord an die E 6 an, die bis nach Trelleborg im Süden Schwedens verläuft. Die nördlicheren Straßen in Svalbard und Grönland sind isolierter und kürzer als die E 69.
Die Straße besteht im aktuellen Ausbauzustand aus 1 × 1 Fahrstreifen. Für Radfahrer gilt folgendes: Alle Tunnel dürfen mit dem Fahrrad durchfahren werden. Es empfiehlt sich eine erhöhte Sichtbarkeit durch das Tragen reflektierender Kleidung, z. B. einer Reflexionsweste, bei schlechter Witterung und rasch wechselnden Sichtverhältnissen auch außerhalb der Tunnel. Auch sollte man etwaige Wetterwarnungen, beispielsweise für Sturm, sehr ernst nehmen, was insbesondere für den letzten Abschnitt von Honnigsvåg hinauf zum Nordkap gilt.

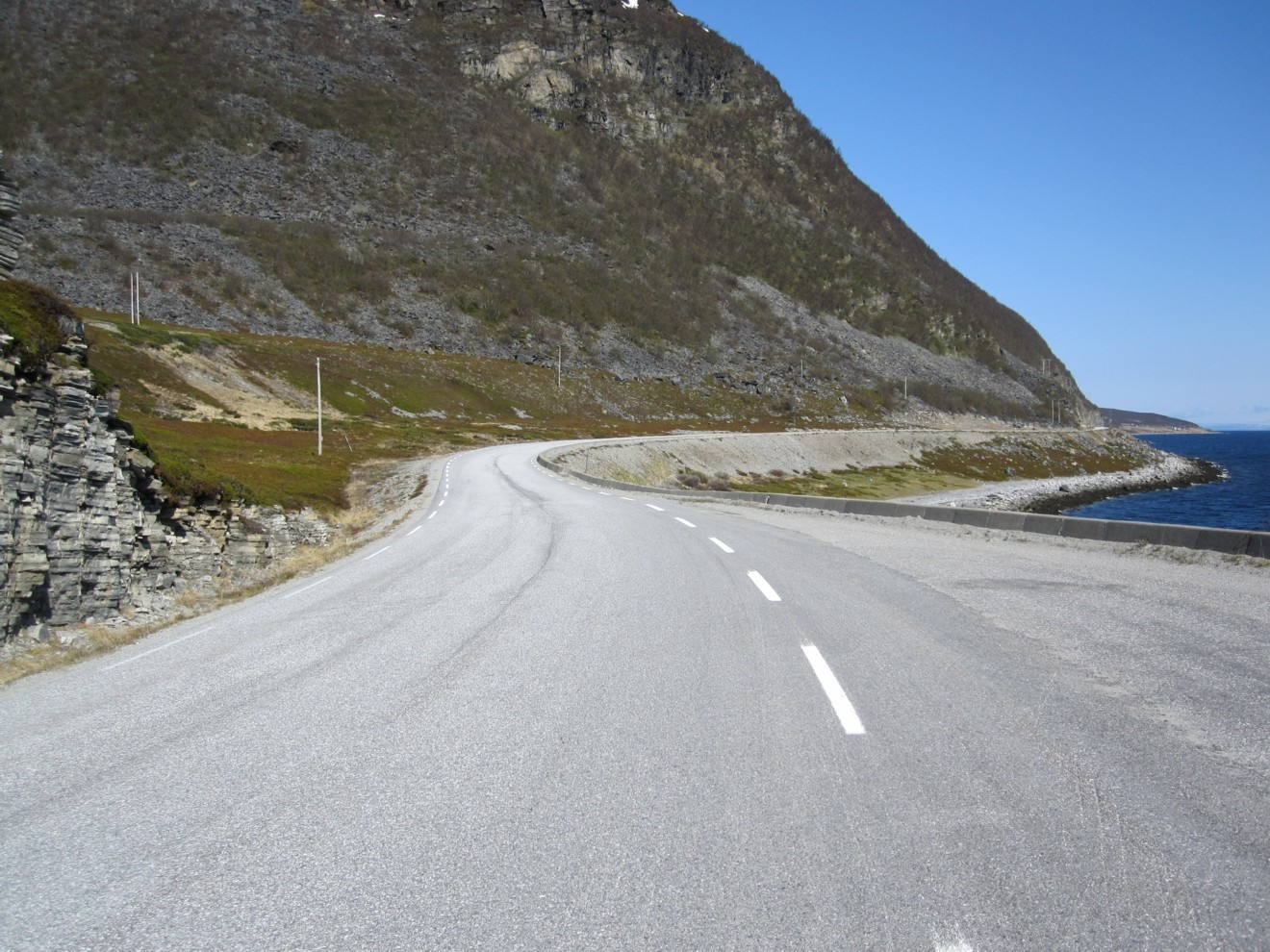
E69 am Porsangerfjord
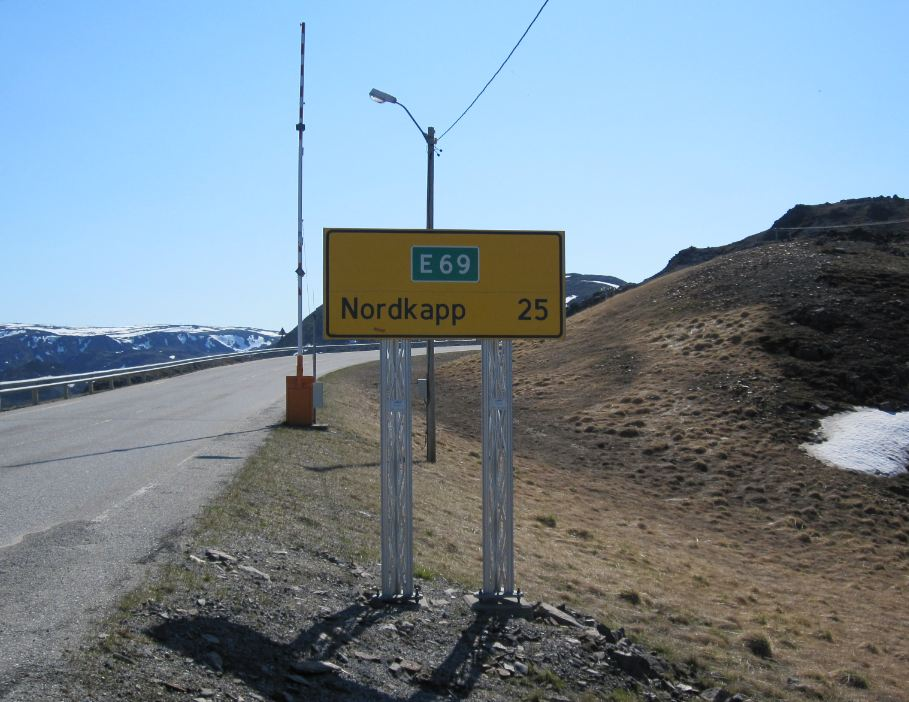
E69 25 km vor dem Nordkap